# Cinquième district congressionnel du Missouri
 (mars 2025).
Le 5e district congressionnel du Missouri est un district du Congrès États-Unis situé dans l'État américain du Missouri. Il est actuellement représenté par le Démocrate Emanuel Cleaver, ancien maire de Kansas City.
Le district comprend principalement l'anneau intérieur de la zone métropolitaine de Kansas City, comprenant presque tout Kansas City et certaines de ses banlieues dans les comtés de Clay et Jackson, notamment North Kansas City, Gladstone, Independence, Lee's Summit et une partie de Blue Springs. Avant 2023, le district s'étendait à l'est jusqu'à Marshall et comprenait les comtés de Lafayette, Ray et Saline.

## Historique de vote
| Année | Poste     | Résultats               |
| ----- | --------- | ----------------------- |
| 2000  | Président | Gore 60,0 % - 37,0 %    |
| 2004  | Président | Kerry 59,0 % - 40,0 %   |
| 2008  | Président | Obama 64,0 % - 35,0 %   |
| 2012  | Président | Obama 59,0 % - 39,0 %   |
| 2016  | Président | Clinton 54,0 % - 41,0 % |
| 2020  | Président | Biden 58,0 % - 40,0 %   |

## Liste des Représentants du district
| Membre                          | Parti                          | Années                          | Congrès     | Histoire électorale | Zone géographique |
| ------------------------------- | ------------------------------ | ------------------------------- | ----------- | --- | ----------------- |
| District établit le 4 mars 1847 |                                |                                 |             | |                   |
| John S. Phelps (en)             | Démocrate                      | 4 mars 1847 - 3 mars 1853       | 30e - 32e   | Redécoupage depuis le district at-large et réélu en 1846. Réélu en 1848. Réélu en 1850. Redécoupage vers le 6e district. |                   |
| John G. Miller (en)             | Whig                           | 4 mars 1853 - 3 mars 1855       | 33e , 34e   | Redécoupage depuis le 3e district et réélu en 1852. Réélu en 1854. Décès. |                   |
| John G. Miller (en)             | Opposition (États du Sud) (en) | 4 mars 1855 - 11 mai 1856       | 33e , 34e   | Redécoupage depuis le 3e district et réélu en 1852. Réélu en 1854. Décès. |                   |
| Vacant                          | Vacant                         | 11 mai 1856 - 18 août 1856      | 34e         | |                   |
| Thomas P. Akers (en)            | Know Nothing                   | 18 août 1856 - 3 mars 1857      | 34e         | Élu pour terminer le mandat de Miller. Retrait. |                   |
| Samuel H. Woodson (en)          | Know Nothing                   | 4 mars 1857 - 3 mars 1861       | 35e , 36e   | Élu en 1856. Réélu en 1858. Retrait. |                   |
| John W. Reid (en)               | Démocrate                      | 4 mars 1861 - 3 août 1861       | 37e         | Élu en 1860. Expulsé pour avoir pris les armes contre l'Union. |                   |
| Vacant                          | Vacant                         | 3 août 1861 - 21 janvier 1862   | 37e         | |                   |
| Thomas L. Price (en)            | Démocrate                      | 21 janvier 1862 - 3 mars 1863   | 37e         | Élu pour terminer le mandat de Reid. Perd sa réélection. |                   |
| Joseph W. McClurg (en)          | Union Nationale (en)           | 4 mars 1863 - 3 mars 1865       | 38e - 40e   | Élu en 1862. Réélu en 1864. Réélu en 1866. Démissionne lorsqu'élu Gouverneur du Missouri. |                   |
| Joseph W. McClurg (en)          | Républicain                    | 4 mars 1865 - 1868              | 38e - 40e   | Élu en 1862. Réélu en 1864. Réélu en 1866. Démissionne lorsqu'élu Gouverneur du Missouri. |                   |
| Vacant                          | Vacant                         | 1868 - 7 décembre 1868          | 40e         | |                   |
| John H. Stover (en)             | Républicain                    | 7 décembre 1868 - 3 mars 1869   | 40e         | Élu le 3 novembre 1868 pour terminer le mandat de McClurg. Retrait. |                   |
| Samuel S. Burdett (en)          | Républicain                    | 4 mars 1869 - 3 mars 1873       | 41e , 42e   | Élu en 1868. Réélu en 1870. Perd sa réélection. |                   |
| Richard P. Bland                | Démocrate                      | 4 mars 1873 - 3 mars 1883       | 43e - 47e   | Élu en 1872. Réélu en 1874. Réélu en 1876. Réélu en 1878. Réélu en 1880. Redécoupage vers le 11e district. |                   |
| Alexander Graves (en)           | Démocrate                      | 4 mars 1883 - 3 mars 1885       | 48e         | Élu en 1882. Perd sa réélection. |                   |
| William Warner (en)             | Républicain                    | 4 mars 1885 - 3 mars 1889       | 49e , 50e   | Élu en 1884. Réélu en 1886. Retrait. |                   |
| John C. Tarsney (en)            | Démocrate                      | 4 mars 1889 - 27 février 1896   | 51e - 54e   | Élu en 1888. Réélu en 1890. Réélu en 1892. Réélu en 1894. Perd la contestation de son élection. |                   |
| Robert T. Van Horn (en)         | Républicain                    | 27 février 1896 - 3 mars 1897   | 54e         | Remporte la contestation de son élection. Perd sa renomination. |                   |
| William S. Cowherd (en)         | Démocrate                      | 4 mars 1897 - 3 mars 1905       | 55e - 58e   | Élu en 1896. Réélu en 1898. Réélu en 1900. Réélu en 1902. Perd sa réélection. |                   |
| Edgard C. Ellis (en)            | Républicain                    | 4 mars 1905 - 3 mars 1909       | 59e , 60e   | Élu en 1904. Réélu en 1906. Perd sa réélection. |                   |
| William P. Borland (en)         | Démocrate                      | 4 mars 1909 - 20 février 1919   | 61e - 65e   | Élu en 1908. Réélu en 1910. Réélu en 1912. Réélu en 1914. Réélu en 1916. Perd sa renomination et décède avant la fin de son mandat. |                   |
| Vacant                          | Vacant                         | 20 février 1919 - 3 mars 1919   | 65e         | |                   |
| William T. Bland (en)           | Démocrate                      | 4 mars 1919 - 3 mars 1921       | 66e         | Élu en 1918. Perd sa réélection. |                   |
| Edgar C. Ellis (en)             | Républicain                    | 4 mars 1921 - 3 mars 1923       | 67e         | Élu en 1920. Perd sa réélection. |                   |
| Henry L. Jost (en)              | Démocrate                      | 4 mars 1923 - 3 mars 1925       | 68e         | Élu en 1922. Retrait. |                   |
| Edgar C. Ellis (en)             | Républicain                    | 4 mars 1925 - 3 mars 1927       | 69e         | Élu en 1924. Perd sa réélection. |                   |
| George H. Combs Jr. (en)        | Démocrate                      | 4 mars 1927 - 3 mars 1929       | 70e         | Élu en 1926. Retrait. |                   |
| Edgar C. Ellis (en)             | Républicain                    | 4 mars 1929 - 3 mars 1931       | 71e         | Élu en 1928. Perd sa réélection. |                   |
| Joe Shannon (en)                | Démocrate                      | 4 mars 1931 - 3 mars 1933       | 72e         | Élu en 1930. Redécoupage depuis le district at-large. |                   |
| District supprimé               | District supprimé              | 4 mars 1933 - 3 janvier 1935    | 73e         | Les Représentants sont élu at-large sur un seul bulletin de vote. |                   |
| Joe Shannon (en)                | Démocrate                      | 3 janvier 1935 - 3 janvier 1943 | 74e - 77e   | Redécoupage depuis le district at-large et réélu en 1934. Réélu en 1936. Réélu en 1938. Réélu en 1940. Retrait. |                   |
| Roger C. Slaughter (en)         | Démocrate                      | 3 janvier 1943 - 3 janvier 1947 | 78e , 79e   | Élu en 1942. Réélu en 1944. Perd sa renomination. |                   |
| Albert L. Reeves Jr. (en)       | Républicain                    | 3 janvier 1947 - 3 janvier 1949 | 80e         | Élu en 1946. Perd sa réélection. |                   |
| Richard W. Bolling (en)         | Démocrate                      | 3 janvier 1949 - 3 janvier 1983 | 81e - 97e   | Élu en 1948. Réélu en 1950. Réélu en 1952. Réélu en 1954. Réélu en 1956. Réélu en 1958. Réélu en 1960. Réélu en 1962. Réélu en 1964. Réélu en 1966. Réélu en 1968. Réélu en 1970. Réélu en 1972. Réélu en 1974. Réélu en 1976. Réélu en 1978. Réélu en 1980. Retrait. |                   |
| Alan Wheat (en)                 | Démocrate                      | 3 janvier 1983 - 3 janvier 1995 | 98e - 103e  | Élu en 1982. Réélu en 1984. Réélu en 1986. Réélu en 1988. Réélu en 1990. Réélu en 1992. Retrait pour se présenter comme Sénateur des États-Unis. | 1983–1993         |
| Alan Wheat (en)                 | Démocrate                      | 3 janvier 1983 - 3 janvier 1995 | 98e - 103e  | Élu en 1982. Réélu en 1984. Réélu en 1986. Réélu en 1988. Réélu en 1990. Réélu en 1992. Retrait pour se présenter comme Sénateur des États-Unis. | 1993–2003         |
| Karen McCarthy (en)             | Démocrate                      | 3 janvier 1995 - 3 janvier 2005 | 104e - 108e | Élue en 1994. Réélue en 1996. Réélue en 1998. Réélue en 2000. Réélue en 2002. Retrait. |                   |
| Karen McCarthy (en)             | Démocrate                      | 3 janvier 1995 - 3 janvier 2005 | 104e - 108e | Élue en 1994. Réélue en 1996. Réélue en 1998. Réélue en 2000. Réélue en 2002. Retrait. | 2003–2013         |
| Emanuel Cleaver                 | Démocrate                      | 3 janvier 2005 - Présent        | 109e - 118e | Élu en 2004. Réélu en 2006. Réélu en 2008. Réélu en 2010. Réélu en 2012. Réélu en 2014. Réélu en 2016. Réélu en 2018. Réélu en 2020. Réélu en 2022. |                   |
| Emanuel Cleaver                 | Démocrate                      | 3 janvier 2005 - Présent        | 109e - 118e | Élu en 2004. Réélu en 2006. Réélu en 2008. Réélu en 2010. Réélu en 2012. Réélu en 2014. Réélu en 2016. Réélu en 2018. Réélu en 2020. Réélu en 2022. | 2013–2023         |
| Emanuel Cleaver                 | Démocrate                      | 3 janvier 2005 - Présent        | 109e - 118e | Élu en 2004. Réélu en 2006. Réélu en 2008. Réélu en 2010. Réélu en 2012. Réélu en 2014. Réélu en 2016. Réélu en 2018. Réélu en 2020. Réélu en 2022. | 2023–Présent      |

## Résultats des récentes élections
Voici les résultats des dix précédents cycles électoraux dans le district.

## Frontières historiques du district

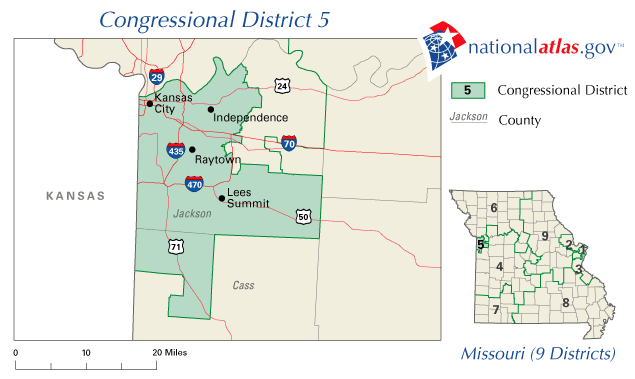
2003 - 2013

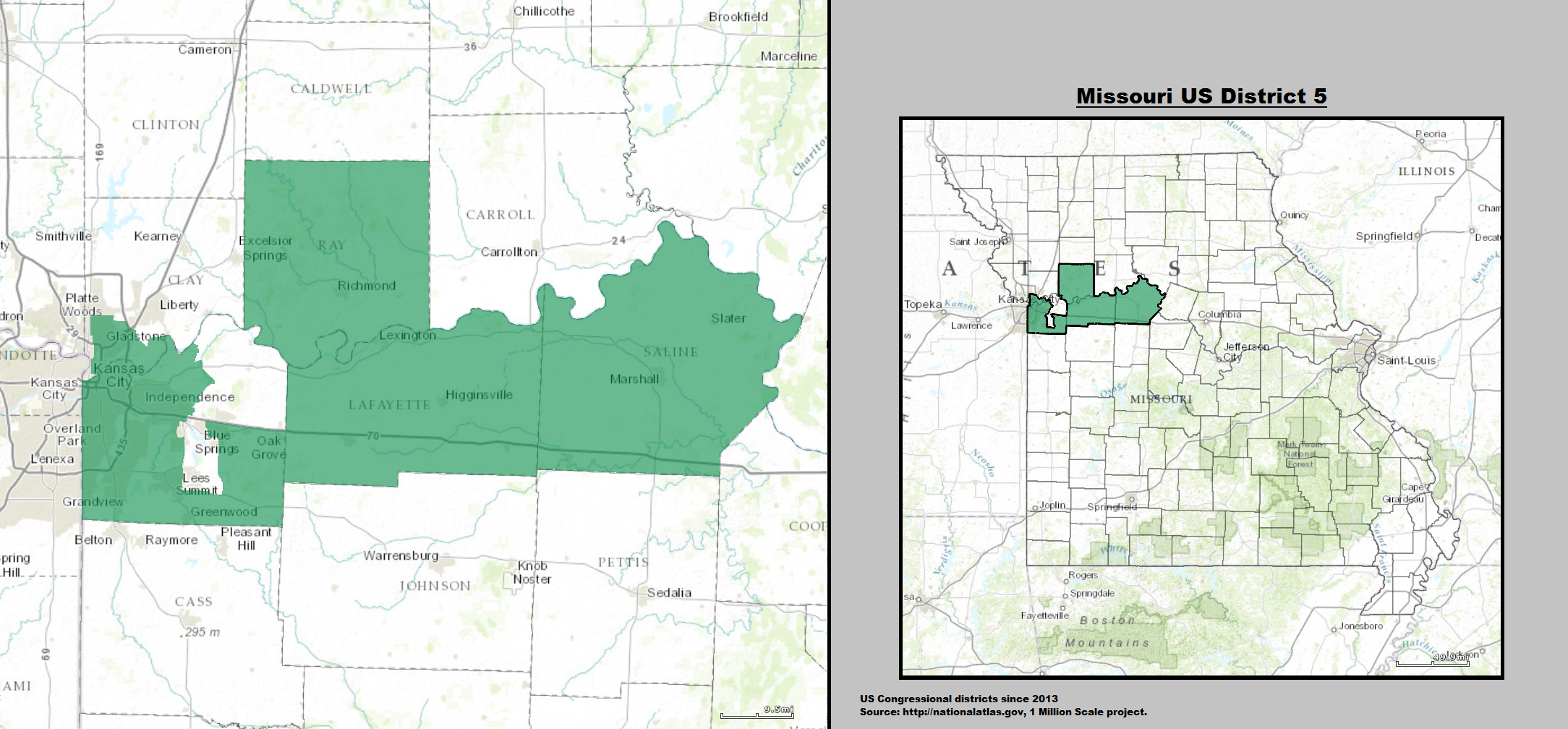
2013 - 2023

### 2004
| Élection de 2004 du 5e district congressionnel du Missouri | Élection de 2004 du 5e district congressionnel du Missouri | Élection de 2004 du 5e district congressionnel du Missouri | Élection de 2004 du 5e district congressionnel du Missouri | Élection de 2004 du 5e district congressionnel du Missouri |
| ---------------------------------------------------------- | ---------------------------------------------------------- | ---------------------------------------------------------- | ---------------------------------------------------------- | ---------------------------------------------------------- |
| Parti                                                      | Parti                                                      | Candidat                                                   | Votes                                                      | %                                                          |
|                                                            | Démocrate                                                  | Emanuel Cleaver                                            | 161 727                                                    | 55,19                                                      |
|                                                            | Républicain                                                | Jeanne M. Patterson                                        | 123 431                                                    | 42,12                                                      |
|                                                            | Libertarien                                                | Richard Alan Baillie                                       | 5 827                                                      | 1,99                                                       |
|                                                            | Constitution                                               | Darin Rodenberg                                            | 2 040                                                      | 0,70                                                       |
| Total des votes                                            | Total des votes                                            | Total des votes                                            | 293 025                                                    | 100 %                                                      |
|                                                            | Les Démocrates conservent                                  |                                                            |                                                            |                                                            |

### 2006
| Élection de 2006 du 5e district congressionnel du Missouri | Élection de 2006 du 5e district congressionnel du Missouri | Élection de 2006 du 5e district congressionnel du Missouri | Élection de 2006 du 5e district congressionnel du Missouri | Élection de 2006 du 5e district congressionnel du Missouri |
| ---------------------------------------------------------- | ---------------------------------------------------------- | ---------------------------------------------------------- | ---------------------------------------------------------- | ---------------------------------------------------------- |
| Parti                                                      | Parti                                                      | Candidat                                                   | Votes                                                      | %                                                          |
|                                                            | Démocrate                                                  | Emanuel Cleaver (sortant)                                  | 136 149                                                    | 64,2                                                       |
|                                                            | Républicain                                                | Jacob Turk                                                 | 68 456                                                     | 32,3                                                       |
|                                                            | Libertarien                                                | Randall Langkraehr                                         | 7 314                                                      | 3,5                                                        |
| Total des votes                                            | Total des votes                                            | Total des votes                                            | 211 919                                                    | 100 %                                                      |
|                                                            | Les Démocrates conservent                                  |                                                            |                                                            |                                                            |

### 2008
| Élection de 2008 du 5e district congressionnel du Missouri | Élection de 2008 du 5e district congressionnel du Missouri | Élection de 2008 du 5e district congressionnel du Missouri | Élection de 2008 du 5e district congressionnel du Missouri | Élection de 2008 du 5e district congressionnel du Missouri |
| ---------------------------------------------------------- | ---------------------------------------------------------- | ---------------------------------------------------------- | ---------------------------------------------------------- | ---------------------------------------------------------- |
| Parti                                                      | Parti                                                      | Candidat                                                   | Votes                                                      | %                                                          |
|                                                            | Démocrate                                                  | Emanuel Cleaver (sortant)                                  | 197 249                                                    | 64,37                                                      |
|                                                            | Républicain                                                | Jacob Turk                                                 | 109 166                                                    | 35,63                                                      |
| Total des votes                                            | Total des votes                                            | Total des votes                                            | 306 415                                                    | 100 %                                                      |
|                                                            | Les Démocrates conservent                                  |                                                            |                                                            |                                                            |

### 2010
| Élection de 2010 du 5e district congressionnel du Missouri | Élection de 2010 du 5e district congressionnel du Missouri | Élection de 2010 du 5e district congressionnel du Missouri | Élection de 2010 du 5e district congressionnel du Missouri | Élection de 2010 du 5e district congressionnel du Missouri |
| ---------------------------------------------------------- | ---------------------------------------------------------- | ---------------------------------------------------------- | ---------------------------------------------------------- | ---------------------------------------------------------- |
| Parti                                                      | Parti                                                      | Candidat                                                   | Votes                                                      | %                                                          |
|                                                            | Démocrate                                                  | Emanuel Cleaver (sortant)                                  | 102 076                                                    | 53,30                                                      |
|                                                            | Républicain                                                | Jacob Turk                                                 | 84 578                                                     | 44,20                                                      |
| Total des votes                                            | Total des votes                                            | Total des votes                                            | 191 423                                                    | 100 %                                                      |
|                                                            | Les Démocrates conservent                                  |                                                            |                                                            |                                                            |

### 2012
| Élection de 2012 du 5e district congressionnel du Missouri | Élection de 2012 du 5e district congressionnel du Missouri | Élection de 2012 du 5e district congressionnel du Missouri | Élection de 2012 du 5e district congressionnel du Missouri | Élection de 2012 du 5e district congressionnel du Missouri |
| ---------------------------------------------------------- | ---------------------------------------------------------- | ---------------------------------------------------------- | ---------------------------------------------------------- | ---------------------------------------------------------- |
| Parti                                                      | Parti                                                      | Candidat                                                   | Votes                                                      | %                                                          |
|                                                            | Démocrate                                                  | Emanuel Cleaver (sortant)                                  | 196 467                                                    | 60,2                                                       |
|                                                            | Républicain                                                | Jacob Turk                                                 | 121 437                                                    | 37,2                                                       |
|                                                            | Libertarien                                                | Randy Langkraehr                                           | 8 342                                                      | 2,6                                                        |
| Total des votes                                            | Total des votes                                            | Total des votes                                            | 326 246                                                    | 100 %                                                      |
|                                                            | Les Démocrates conservent                                  |                                                            |                                                            |                                                            |

### 2014
| Élection de 2014 du 5e district congressionnel du Missouri | Élection de 2014 du 5e district congressionnel du Missouri | Élection de 2014 du 5e district congressionnel du Missouri | Élection de 2014 du 5e district congressionnel du Missouri | Élection de 2014 du 5e district congressionnel du Missouri |
| ---------------------------------------------------------- | ---------------------------------------------------------- | ---------------------------------------------------------- | ---------------------------------------------------------- | ---------------------------------------------------------- |
| Parti                                                      | Parti                                                      | Candidat                                                   | Votes                                                      | %                                                          |
|                                                            | Démocrate                                                  | Emanuel Cleaver (sortant)                                  | 79 256                                                     | 51,59                                                      |
|                                                            | Républicain                                                | Jacob Turk                                                 | 69 071                                                     | 44,96                                                      |
|                                                            | Libertarien                                                | Roy Walborn                                                | 5 308                                                      | 3,45                                                       |
| Total des votes                                            | Total des votes                                            | Total des votes                                            | 153 635                                                    | 100 %                                                      |
|                                                            | Les Démocrates conservent                                  |                                                            |                                                            |                                                            |

### 2016
| Élection de 2016 du 5e district congressionnel du Missouri | Élection de 2016 du 5e district congressionnel du Missouri | Élection de 2016 du 5e district congressionnel du Missouri | Élection de 2016 du 5e district congressionnel du Missouri | Élection de 2016 du 5e district congressionnel du Missouri |
| ---------------------------------------------------------- | ---------------------------------------------------------- | ---------------------------------------------------------- | ---------------------------------------------------------- | ---------------------------------------------------------- |
| Parti                                                      | Parti                                                      | Candidat                                                   | Votes                                                      | %                                                          |
|                                                            | Démocrate                                                  | Emanuel Cleaver (sortant)                                  | 190 766                                                    | 58,8                                                       |
|                                                            | Républicain                                                | Jacob Turk                                                 | 123 771                                                    | 38,2                                                       |
|                                                            | Libertarien                                                | Roy Welborn                                                | 9 733                                                      | 3,0                                                        |
| Total des votes                                            | Total des votes                                            | Total des votes                                            | 324 270                                                    | 100 %                                                      |
|                                                            | Les Démocrates conservent                                  |                                                            |                                                            |                                                            |

### 2018
| Élection de 2018 du 5e district congressionnel du Missouri | Élection de 2018 du 5e district congressionnel du Missouri | Élection de 2018 du 5e district congressionnel du Missouri | Élection de 2018 du 5e district congressionnel du Missouri | Élection de 2018 du 5e district congressionnel du Missouri |
| ---------------------------------------------------------- | ---------------------------------------------------------- | ---------------------------------------------------------- | ---------------------------------------------------------- | ---------------------------------------------------------- |
| Parti                                                      | Parti                                                      | Candidat                                                   | Votes                                                      | %                                                          |
|                                                            | Démocrate                                                  | Emanuel Cleaver (sortant)                                  | 175 019                                                    | 61,7                                                       |
|                                                            | Républicain                                                | Jacob Turk                                                 | 101 069                                                    | 35,6                                                       |
|                                                            | Libertarien                                                | Alexander Howell                                           | 4 725                                                      | 1,0                                                        |
| Total des votes                                            | Total des votes                                            | Total des votes                                            | 280 812                                                    | 100 %                                                      |
|                                                            | Les Démocrates conservent                                  |                                                            |                                                            |                                                            |

### 2020
| Élection de 2020 du 5e district congressionnel du Missouri | Élection de 2020 du 5e district congressionnel du Missouri | Élection de 2020 du 5e district congressionnel du Missouri | Élection de 2020 du 5e district congressionnel du Missouri | Élection de 2020 du 5e district congressionnel du Missouri |
| ---------------------------------------------------------- | ---------------------------------------------------------- | ---------------------------------------------------------- | ---------------------------------------------------------- | ---------------------------------------------------------- |
| Parti                                                      | Parti                                                      | Candidat                                                   | Votes                                                      | %                                                          |
|                                                            | Démocrate                                                  | Emanuel Cleaver (sortant)                                  | 207 180                                                    | 58,8                                                       |
|                                                            | Républicain                                                | Ryan Derks                                                 | 135 934                                                    | 38,6                                                       |
|                                                            | Libertarien                                                | Robin Dominick                                             | 9 272                                                      | 2,6                                                        |
|                                                            | Write-In                                                   | Write-In                                                   | 44                                                         | 0,0                                                        |
| Total des votes                                            | Total des votes                                            | Total des votes                                            | 352 430                                                    | 100 %                                                      |
|                                                            | Les Démocrates conservent                                  |                                                            |                                                            |                                                            |

### 2022
| Primaire Démocrate de 2022 du 5e district congressionnel du Missouri | Primaire Démocrate de 2022 du 5e district congressionnel du Missouri | Primaire Démocrate de 2022 du 5e district congressionnel du Missouri | Primaire Démocrate de 2022 du 5e district congressionnel du Missouri | Primaire Démocrate de 2022 du 5e district congressionnel du Missouri |
| -------------------------------------------------------------------- | -------------------------------------------------------------------- | -------------------------------------------------------------------- | -------------------------------------------------------------------- | -------------------------------------------------------------------- |
| Parti                                                                | Parti                                                                | Candidat                                                             | Votes                                                                | %                                                                    |
|                                                                      | Démocrate                                                            | Emanuel Cleaver (sortant)                                            | 60 399                                                               | 85,6                                                                 |
|                                                                      | Démocrate                                                            | Maite Salazar                                                        | 10 147                                                               | 14,4                                                                 |

| Primaire Républicaine de 2022 du 5e district congressionnel du Missouri | Primaire Républicaine de 2022 du 5e district congressionnel du Missouri | Primaire Républicaine de 2022 du 5e district congressionnel du Missouri | Primaire Républicaine de 2022 du 5e district congressionnel du Missouri | Primaire Républicaine de 2022 du 5e district congressionnel du Missouri |
| ----------------------------------------------------------------------- | ----------------------------------------------------------------------- | ----------------------------------------------------------------------- | ----------------------------------------------------------------------- | ----------------------------------------------------------------------- |
| Parti                                                                   | Parti                                                                   | Candidat                                                                | Votes                                                                   | %                                                                       |
|                                                                         | Républicain                                                             | Jacob Turk                                                              | 20 475                                                                  | 51,8                                                                    |
|                                                                         | Républicain                                                             | Jerry Barham                                                            | 13 246                                                                  | 33,5                                                                    |
|                                                                         | Républicain                                                             | Herschel L. Young                                                       | 5 833                                                                   | 14,7                                                                    |

| Primaire Libertarienne de 2022 du 5e district congressionnel du Missouri | Primaire Libertarienne de 2022 du 5e district congressionnel du Missouri | Primaire Libertarienne de 2022 du 5e district congressionnel du Missouri | Primaire Libertarienne de 2022 du 5e district congressionnel du Missouri | Primaire Libertarienne de 2022 du 5e district congressionnel du Missouri |
| ------------------------------------------------------------------------ | ------------------------------------------------------------------------ | ------------------------------------------------------------------------ | ------------------------------------------------------------------------ | ------------------------------------------------------------------------ |
| Parti                                                                    | Parti                                                                    | Candidat                                                                 | Votes                                                                    | %                                                                        |
|                                                                          | Libertarien                                                              | Robin Dominick                                                           | 589                                                                      | 100%                                                                     |

| Élection de 2022 du 5e district congressionnel du Missouri | Élection de 2022 du 5e district congressionnel du Missouri | Élection de 2022 du 5e district congressionnel du Missouri | Élection de 2022 du 5e district congressionnel du Missouri | Élection de 2022 du 5e district congressionnel du Missouri |
| ---------------------------------------------------------- | ---------------------------------------------------------- | ---------------------------------------------------------- | ---------------------------------------------------------- | ---------------------------------------------------------- |
| Parti                                                      | Parti                                                      | Candidat                                                   | Votes                                                      | %                                                          |
|                                                            | Démocrate                                                  | Emanuel Cleaver (sortant)                                  | 140 688                                                    | 61,0                                                       |
|                                                            | Républicain                                                | Jacob Turk                                                 | 84 008                                                     | 36,4                                                       |
|                                                            | Libertarien                                                | Robin Dominick                                             | 5 859                                                      | 2,54                                                       |
| Total des votes                                            | Total des votes                                            | Total des votes                                            | 230 555                                                    | 100 %                                                      |
|                                                            | Les Démocrates conservent                                  |                                                            |                                                            |                                                            |

### 2024
| Primaire Démocrate de 2024 du 5e district congressionnel du Missouri | Primaire Démocrate de 2024 du 5e district congressionnel du Missouri | Primaire Démocrate de 2024 du 5e district congressionnel du Missouri | Primaire Démocrate de 2024 du 5e district congressionnel du Missouri | Primaire Démocrate de 2024 du 5e district congressionnel du Missouri |
| -------------------------------------------------------------------- | -------------------------------------------------------------------- | -------------------------------------------------------------------- | -------------------------------------------------------------------- | -------------------------------------------------------------------- |
| Parti                                                                | Parti                                                                | Candidat                                                             | Votes                                                                | %                                                                    |
|                                                                      | Démocrate                                                            | Emanuel Cleaver (sortant)                                            | 65 248                                                               | 100%                                                                 |

| Primaire Républicaine de 2024 du 5e district congressionnel du Missouri | Primaire Républicaine de 2024 du 5e district congressionnel du Missouri | Primaire Républicaine de 2024 du 5e district congressionnel du Missouri | Primaire Républicaine de 2024 du 5e district congressionnel du Missouri | Primaire Républicaine de 2024 du 5e district congressionnel du Missouri |
| ----------------------------------------------------------------------- | ----------------------------------------------------------------------- | ----------------------------------------------------------------------- | ----------------------------------------------------------------------- | ----------------------------------------------------------------------- |
| Parti                                                                   | Parti                                                                   | Candidat                                                                | Votes                                                                   | %                                                                       |
|                                                                         | Républicain                                                             | Sean Smith                                                              | 32 574                                                                  | 100%                                                                    |

| Primaire Libertarienne de 2024 du 5e district congressionnel du Missouri | Primaire Libertarienne de 2024 du 5e district congressionnel du Missouri | Primaire Libertarienne de 2024 du 5e district congressionnel du Missouri | Primaire Libertarienne de 2024 du 5e district congressionnel du Missouri | Primaire Libertarienne de 2024 du 5e district congressionnel du Missouri |
| ------------------------------------------------------------------------ | ------------------------------------------------------------------------ | ------------------------------------------------------------------------ | ------------------------------------------------------------------------ | ------------------------------------------------------------------------ |
| Parti                                                                    | Parti                                                                    | Candidat                                                                 | Votes                                                                    | %                                                                        |
|                                                                          | Libertarien                                                              | Bill Wayne                                                               | 340                                                                      | 100%                                                                     |

| Élection de 2024 du 5e district congressionnel du Missouri | Élection de 2024 du 5e district congressionnel du Missouri | Élection de 2024 du 5e district congressionnel du Missouri | Élection de 2024 du 5e district congressionnel du Missouri | Élection de 2024 du 5e district congressionnel du Missouri |
| ---------------------------------------------------------- | ---------------------------------------------------------- | ---------------------------------------------------------- | ---------------------------------------------------------- | ---------------------------------------------------------- |
| Parti                                                      | Parti                                                      | Candidat                                                   | Votes                                                      | %                                                          |
|                                                            | Démocrate                                                  | Emanuel Cleaver (sortant)                                  | TBD                                                        | TBD                                                        |
|                                                            | Républicain                                                | Sean Smith                                                 | TBD                                                        | TBD                                                        |
|                                                            | Libertarien                                                | Bill Wayne                                                 | TBD                                                        | TBD                                                        |
|                                                            | Vert                                                       | Michael Day                                                | TBD                                                        | TBD                                                        |
| Total des votes                                            | Total des votes                                            | Total des votes                                            | TBD                                                        | 100 %                                                      |
|                                                            |                                                            |                                                            |                                                            |                                                            |